# Afrikai holdasszövő
Az  afrikai holdasszövő  (Argema mimosae) a rovarok (Insecta) osztályába, a lepkék (Lepidoptera) rendjébe, a pávaszemek (Saturniidae) családjába és az Argema nembe tartozó faj.

## Előfordulása
Afrotropikus faunaterület.
Angola, Dél-afrikai Köztársaság, Etiópia, Kenya, Kongói Demokratikus Köztársaság, Malawi, Mozambik, Namíbia, Tanzánia, Uganda, Zambia, Zimbabwe trópusi esőerdőiben.

## Megjelenése
Élénk sárgás-zöldes színűek, testük selymesen szőrös. A szárnyszélesség 10–12 cm, a testhossz a farokszerű szárnyvégig 12–14 cm. Hátsó szárnyszegély széle barnás, az elülső szárnyszegélyen vastag barna sáv húzódik végig. 
A szárnyszél hullámos, feltehetőleg aerodinamikai okból.
Nagy méretű, barna-sárga színű szemfoltjai a ragadozók elriasztását szolgálja.
A nőstények robusztusabbak és kissé sötétebbek, mint a hímek.
Szürkés-ezüstös kokonja a fakérgen jól álcázott.

## Szaporodása
A kifejlett példányok tavasszal és ősszel láthatóak, szájszervvel nem rendelkeznek, így táplálkozni sem tudnak, pár napos életük egyetlen célja a szaporodás.
Nappal a fákon pihennek, éjszaka lesznek aktívak. A nőstények feromont engednek a levegőbe, melyet nagy távolságokban is képesek a hímek érzékeny csápjaikkal felfogni, így találnak a párzásra kész lepkékre. Előfordul, hogy a pár, akár egy napig is összekapcsolódva marad. A párzás után a nőstények valamelyik gazdanövényükre szállnak, majd elhelyezik rajtuk petéiket, melyek 25 C° körül, átlagosan 10,9 nap után kelnek ki.
Az imágóvá alakulásig öt fejlődési stádium van, melyek 5,6-, 4,2-, 3,4-, 5,8- és 14,1 napig tartanak.
Egy évben két generáció fejlődhet ki.
Fogságban is jól szaporíthatóak, a párosodás túlnyomórészt sikeres. A hőmérsékletet 25 C°-on, vagy kicsit magasabb hőmérsékleten kell tartani, a kokonokat mindennap megpermetezni, így biztosítva a párás környezetet, ami a természetes élőhelyen az esőerdőkben is lenne. Az eukaliptuszok túlnyomó többsége örökzöld, ezért alkalmas a nyári és téli tenyésztésre is.

## Tápnövényei
Az alábbi növényeket fogyasztja:
- Sclerocarya birrea
- Sclerocarya caffra
- Commiphora mollis
- Spirostachys africana
- eukaliptusz
- Excoecaria africana
- közönséges dió (Juglans regia)
- ámbrafák (Liquidambar)
- Malosma laurina
- Sumac Rhus

## Károkozása
A nőstény lepkék egyetlen gazdanövényre nagyszámú petét rakhatnak. A hernyók fejlődésük utolsó két stádiumában, október és december, valamint február és március között okozzák a legjelentősebb károkat. Előfordulhat, hogy a növény leveleit oly mértékben lerágják, hogy az a növekedést visszavetheti és a terméshozást is meghiúsíthatja.
Mivel a Sclerocarya birrea a hernyó egyik kedvenc tápnövénye, de ennek gyümölcsét az ember is fogyasztja, így egyes helyeken kártevőnek számítanak.

## Képgaléria
|  |  |  |

## Hasonló fajok
|  |  |